# 愛知県立碧南工科高等学校
愛知県立碧南工科高等学校（あいちけんりつへきなんこうかこうとうがっこう）は、愛知県碧南市丸山町にある県立高等学校である。

## 沿革
- 1944年（昭和19年） - 愛知県立碧南工業学校設置。
- 1948年（昭和23年）4月 - 学制改革により愛知県立碧南商工高等学校となる。
- 1948年（昭和23年）10月 - 学校再編で愛知県立碧南高等学校（普通、商業、工業、家政）に改称。
- 1973年（昭和48年）4月1日 - 碧南高等学校工業科を分離し、碧南工業高等学校として開校。
- 2021年（令和3年）4月 - 碧南工科高等学校に校名変更[1]。建築科を建築デザイン科に改称、環境工学科を環境科学科に改組、環境科学科に生活コースを設置。

## 学校行事

### 前期
- 4月 - 入学式、始業式
- 5月 - 体力テスト、愛・道路パートナーシップ事業ボランティア、球技大会
- 7月 - 愛・道路パートナーシップ事業ボランティア、終業式
- 8月 - 始業式
- 9月 - 就職試験開始

### 後期
- 10月 - 老人ホーム訪問ボランティア、中学生学校見学会、体育祭
- 11月 - 芸術鑑賞会、文化祭
- 12月 - 愛・道路パートナーシップ事業ボランティア、修学旅行（3年）、終業式
- 1月 - 始業式、修学旅行（2年）
- 2月 - 愛・道路パートナーシップ事業ボランティア
- 3月 - 卒業式

## 部活動

### 運動部
- 野球
- バスケットボール
- サッカー
- 弓道
- バレーボール
- ハンドボール
- バドミントン
- 陸上競技
- 剣道
- 柔道
- 水泳
- テニス
- ソフトテニス
- ヨット
- 卓球

### 文化部
- 機械研究
- 電子研究
- 放送
- 美術
- 自然科学
- 音楽
- 写真
- 建築研究同好会
- 環境技術同好会
- 漫画SF研究同好会

## 交通手段
- 名鉄三河線 北新川駅から徒歩で約15分。

## 主な出身者
- 杉浦幸二 - 元大洋ホエールズ投手
- 北原喜久男 - 元広島東洋カープ投手
- 玉山稔章 - 株式会社丸玉運送代表取締役社長